# Thielle-Wavre
Thielle-Wavre var en tidigare kommun i kantonen Neuchâtel i Schweiz. Kommunen hade 682 invånare (2008). Den var belägen cirka 8 kilometer nordost om Neuchâtel och bestod av orterna Thielle och Wavre.
Den 1 januari 2009 slogs Thielle-Wavre samman med Marin-Epagnier till den nya kommunen La Tène. La Tène blev i sin tur en del av kommunen Laténa den 1 januari 2025.

## Befolkning
Innan kommunsammanslagningen var Thielle-Wavre en av de mindre kommunerna i kantonen Neuchâtel med en befolkning på 682 (2008). År 2000 var 77,2 procent av befolkningen fransktalande, 16,2 procent pratade tyska och 3,6 procent pratade italienska. Fram till 1970-talet hade kommunen en tyskspråkig majoritet.

## Näringsliv
Näringslivet i Thielle-Wavre har länge präglats av jordbruk. De bördiga jordarna på Zihlslätten och Plateau de Wavre är bördiga och lämpliga för åkerbruk och fruktodlingar.